# Hrabstwo Alpine
Hrabstwo Alpine (ang. Alpine County) – hrabstwo w stanie Kalifornia w Stanach Zjednoczonych. Obszar całkowity hrabstwa obejmuje powierzchnię 743,19 mil² (1924,85 km²). Według szacunków United States Census Bureau w roku 2009 miało 1041 mieszkańców.
Hrabstwo powstało w 1864 roku.

## CDP
- Alpine Village
- Bear Valley
- Kirkwood
- Markleeville
- Mesa Vista[4].